# Adolf Winkelmann (Stenograf)
Adolf W. Winkelmann (* 1833; † 17. März 1856 in Berlin) war ein deutscher Stenograf.

## Werdegang
Winkelmann arbeitete als amtlicher Stenograf für den Preußischen Landtag, wo er zuerst für das Preußische Abgeordnetenhaus und später für das Preußische Herrenhaus protokollierte. Die von ihm verwendete und geförderte Kurzschrift war das von Wilhelm Stolze eingeführte System.
Außerdem war Winkelmann Mitglied und Schriftführer des „Stenographischen Vereins zu Berlin“, wo er 1854 das „Kränzchen für Wett- und Prämienschreiben“ begründete, das die Ausbildung stenografischer Praktiker in Berlin förderte. Der Verein benannte nach ihm das „Winkelmann-Album“, worin der Name des Siegers im jährlichen Wettschreiben eingetragen wurde. Dieser durfte das Album ein Jahr lang behalten, um es nach dem nächsten Wettschreiben in die Hände des neuen Siegers weiterzugeben.

## Quelle
- Paul Mitzschke: Adolf Winkelmann. In: Allgemeine Deutsche Biographie (ADB). Band 43, Duncker & Humblot, Leipzig 1898, S. 434.

| Personendaten    | Personendaten                                                                                             |
| ---------------- | --- |
| NAME             | Winkelmann, Adolf                                                                                         |
| ALTERNATIVNAMEN  | Winkelmann, Adolf W.                                                                                      |
| KURZBESCHREIBUNG | deutscher Stenograf, amtlicher Stenograph der preußischen Zweiten Kammer und des preußischen Herrenhauses |
| GEBURTSDATUM     | 1833 |
| STERBEDATUM      | 17. März 1856                                                                                             |
| STERBEORT        | Berlin |